# H.C. Vartenberg
H.C. Vartenberg (født 12. april 1944 i Aarhus, død 10. september 2018) var en dansk musiker og tidligere medlem af Harmoniorkestret Kærne og Østjydsk Musikforsyning, hvor han sang og spillede saxofon.